# Weem
Weem (Schottisch-Gälisch: Baile a’ Chlachain) ist ein Dorf an der B846 nahe Aberfeldy in der schottischen Council Area Perth and Kinross. Der Name „Weem“ leitet sich von dem gälischen Wort uamh (Höhle) ab.
Nah zu dem Dorf liegt das Castle Menzies, das ehemalige Weem Castle, wo Bonnie Prince Charlie 1746 zwei Nächte auf seinem Weg zur Schlacht bei Culloden verbrachte. Als eine von Schottlands besterhaltenen Burgen ist Castle Menzies der Sitz des Clan Menzies. Die Burg wird von einem privaten Preservation Trust verwaltet und ist Besuchern im Sommer zugänglich.
Die alte Pfarrkirche von Weem ist mittelalterlichen Ursprungs und beherbergt die Grabmäler der Menzies-Familie aus dem 16. Jahrhundert.
Es gibt zwei Pubs in Weem, das Ailean Chraggan und das Weem Hotel.

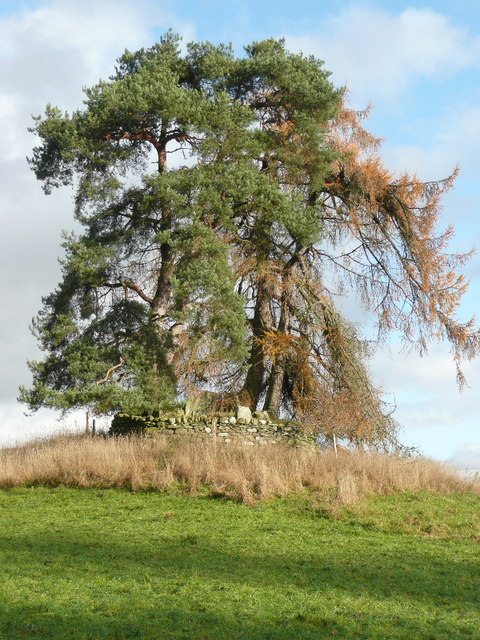
Giant's Grave von Weem